# Gloeocystidiellum clavuligerum
Gloeocystidiellum clavuligerum är en svampart som först beskrevs av Höhn. & Litsch., och fick sitt nu gällande namn av Nakasone 1982. Gloeocystidiellum clavuligerum ingår i släktet Gloeocystidiellum och familjen Stereaceae.  Artens status i Sverige är: Ej påträffad. Inga underarter finns listade i Catalogue of Life.